# Festiwal Wiosny w Poznaniu
Festiwal Wiosny w Poznaniu – organizowany od 2006 w Poznaniu festiwal artystyczny.
Podczas festiwalu prezentowane są dzieła z różnych dziedzin sztuki, głównie muzyki, baletu i choreografii. Nazwa nawiązuje do Święta wiosny Igora Strawińskiego. Wokół tego utworu budowany jest każdorazowo program wydarzeń. 
Organizatorem jest Fundacja Nuova, a środki pochodzą z Ministerstwa Kultury i Dziedzictwa Narodowego oraz z funduszy miejskich.